# Mistrovství světa ve fotbale 1970
9. Mistrovství světa ve fotbale se konalo od 31. května do 21. června 1970 v Mexiku. Zúčastnilo se jej 16 celků. Finále se hrálo 21. června 1970. Během turnaje padlo celkem 95 branek, což je v průměru 3 branky na zápas. Nejlepším střelcem turnaje se s 10 brankami stal Gerd Müller NSR. Za hvězdy mistrovství světa jsou považováni Pelé, Jairzinho (oba Brazílie) a Gerd Müller (SRN). Nejlepším brankářem byl zvolen Uruguayec Ladislao Mazurkiewicz.
Brazílie, která zvítězila na MS již potřetí, získala definitivně historickou trofej Zlatou Niké z roku 1930. Zajímavostí bylo, že všichni čtyři semifinalisté (též Uruguayci, Němci i Italové) už byli předtím mistry světa.

## Stupně vítězů
| Zlato    | Stříbro | Bronz | 4. místo |
| -------- | ------- | ----- | -------- |
| Brazílie | Itálie  | NSR   | Uruguay  |

## Kvalifikace
Kvalifikace se zúčastnilo 75 fotbalových reprezentací, které bojovaly o 14 místenek na závěrečném turnaji. Pořadatelské Mexiko spolu s obhájcem titulu - Anglií měli účast jistou.

### Kvalifikované týmy
| Vlajka        | Stát Archivováno 5. 9. 2015 na Wayback Machine. | Soupisky                                     |
| ------------- | ----------------------------------------------- | -------------------------------------------- |
| Belgie        | Belgie (Evropa)                                 | Archivováno 7. 3. 2016 na Wayback Machine.   |
| Bulharsko     | Bulharsko (Evropa)                              | Archivováno 5. 10. 2015 na Wayback Machine.  |
| Česko         | Československo (Evropa)                         | Archivováno 19. 9. 2015 na Wayback Machine.  |
| Rumunsko      | Rumunsko (Evropa)                               | Archivováno 14. 9. 2015 na Wayback Machine.  |
| Anglie        | Anglie (Evropa)                                 | Archivováno 19. 11. 2015 na Wayback Machine. |
| Itálie        | Itálie (Evropa)                                 | Archivováno 20. 9. 2015 na Wayback Machine.  |
| Sovětský svaz | Sovětský svaz (Evropa)                          |                                              |
| Švédsko       | Švédsko (Evropa)                                | Archivováno 19. 11. 2015 na Wayback Machine. |
| Německo       | NSR (Evropa)                                    | Archivováno 11. 10. 2015 na Wayback Machine. |
| Izrael        | Izrael (Asie)                                   | Archivováno 3. 10. 2015 na Wayback Machine.  |
| Mexiko        | Mexiko (Severní Amerika)                        | Archivováno 6. 3. 2016 na Wayback Machine.   |
| Salvador      | Salvador (Střední Amerika)                      | Archivováno 2. 11. 2015 na Wayback Machine.  |
| Brazílie      | Brazílie (Jižní Amerika)                        | Archivováno 12. 7. 2015 na Wayback Machine.  |
| Uruguay       | Uruguay (Jižní Amerika)                         | Archivováno 2. 11. 2015 na Wayback Machine.  |
| Peru          | Peru (Jižní Amerika)                            | Archivováno 9. 5. 2016 na Wayback Machine.   |
| Maroko        | Maroko (Afrika)                                 | Archivováno 13. 9. 2015 na Wayback Machine.  |

## Stadiony
| Guadalajara     | León             | Ciudad de México | Puebla             | Toluca             |
| --------------- | ---------------- | ---------------- | ------------------ | ------------------ |
| Estadio Jalisco | Estadio Nou Camp | Aztécký stadion  | Estadio Cuauhtémoc | Estadio Luis Dosal |
|                 |                  |                  |                    |                    |

## Skupinová fáze
| Skupina A | Sovětský svaz | Mexiko   | Belgie         | Salvador |
| Skupina B | Uruguay       | Izrael   | Itálie         | Švédsko  |
| Skupina C | Anglie        | Rumunsko | Československo | Brazílie |
| Skupina D | Německo       | Peru     | Bulharsko      | Maroko   |

### Skupina A
| Tým           | Z | V | R | P | VG | IG | +/- | B |
| ------------- | - | - | - | - | -- | -- | --- | - |
| Sovětský svaz | 3 | 2 | 1 | 0 | 6  | 1  | +5  | 5 |
| Mexiko        | 3 | 2 | 1 | 0 | 5  | 0  | +5  | 5 |
| Belgie        | 3 | 1 | 0 | 2 | 4  | 5  | -1  | 2 |
| Salvador      | 3 | 0 | 0 | 3 | 0  | 9  | -9  | 0 |

| 31. května 1970 12:00 (UTC-5) |        |               |                                                                                    |
| Mexiko                        | 0 : 0  | Sovětský svaz | Aztécký stadion, Ciudad de México diváci: 107 000 rozhodčí: Kurt Tschenscher (NSR) |
|                               | Report |               | Aztécký stadion, Ciudad de México diváci: 107 000 rozhodčí: Kurt Tschenscher (NSR) |

| 3. června 1970 16:00 (UTC-5)         |        |          |                                                                                        |
| Belgie                               | 3 : 0  | Salvador | Aztécký stadion, Ciudad de México diváci: 92 000 rozhodčí: Andrei Rădulescu (Rumunsko) |
| Van Moer 12', 54' Lambert 76' (pen.) | Report |          | Aztécký stadion, Ciudad de México diváci: 92 000 rozhodčí: Andrei Rădulescu (Rumunsko) |

| 6. června 1970 16:00 (UTC-5)                  |        |             |                                                                                        |
| Sovětský svaz                                 | 4 : 1  | Belgie      | Aztécký stadion, Ciudad de México diváci: 59 000 rozhodčí: Rudolf Scheurer (Švýcarsko) |
| Byšovec 14', 63' Asatiani 57' Chmelnickij 76' | Report | Lambert 86' | Aztécký stadion, Ciudad de México diváci: 59 000 rozhodčí: Rudolf Scheurer (Švýcarsko) |

| 7. června 1970 12:00 (UTC-5)                |        |          |                                                                                |
| Mexiko                                      | 4 : 0  | Salvador | Aztécký stadion, Ciudad de México diváci: 103 000 rozhodčí: Ali Kandil (Egypt) |
| Valdivia 45', 46' Fragoso 58' Basaguren 83' | Report |          | Aztécký stadion, Ciudad de México diváci: 103 000 rozhodčí: Ali Kandil (Egypt) |

| 10. června 1970 16:00 (UTC-5) |        |          |                                                                                          |
| Sovětský svaz                 | 2 : 0  | Salvador | Aztécký stadion, Ciudad de México diváci: 89 000 rozhodčí: Rafael Hormazábal Díaz Chile) |
| Byšovec 51', 74'              | Report |          | Aztécký stadion, Ciudad de México diváci: 89 000 rozhodčí: Rafael Hormazábal Díaz Chile) |

| 11. června 1970 16:00 (UTC-5) |        |        |                                                                                                 |
| Mexiko                        | 1 : 0  | Belgie | Aztécký stadion, Ciudad de México diváci: 105 000 rozhodčí: Angel Norberto Coerezza (Argentina) |
| Peña 14' (pen.)               | Report |        | Aztécký stadion, Ciudad de México diváci: 105 000 rozhodčí: Angel Norberto Coerezza (Argentina) |

### Skupina B
| Tým     | Z | V | R | P | VG | IG | +/- | B |
| ------- | - | - | - | - | -- | -- | --- | - |
| Itálie  | 3 | 1 | 2 | 0 | 1  | 0  | +1  | 4 |
| Uruguay | 3 | 1 | 1 | 1 | 2  | 1  | +1  | 3 |
| Švédsko | 3 | 1 | 1 | 1 | 2  | 2  | 0   | 3 |
| Izrael  | 3 | 0 | 2 | 1 | 1  | 3  | -2  | 2 |

| 2. června 1970 16:00 (UTC-5) |        |        |                                                                            |
| Uruguay                      | 2 : 0  | Izrael | Estadio Cuauhtémoc, Puebla diváci: 20 000 rozhodčí: Bob Davidson (Skotsko) |
| Maneiro 23' Mujica 52'       | Report |        | Estadio Cuauhtémoc, Puebla diváci: 20 000 rozhodčí: Bob Davidson (Skotsko) |

| 3. června 1970 16:00 (UTC-5) |        |         |                                                                          |
| Itálie                       | 1 : 0  | Švédsko | Estadio Luis Dosal, Toluca diváci: 14 000 rozhodčí: Jack Taylor (Anglie) |
| Domenghini 10'               | Report |         | Estadio Luis Dosal, Toluca diváci: 14 000 rozhodčí: Jack Taylor (Anglie) |

| 6. června 1970 16:00 (UTC-5) |        |        |                                                                         |
| Uruguay                      | 0 : 0  | Itálie | Estadio Cuauhtémoc, Puebla diváci: 30 000 rozhodčí: Rudi Glöckner (NDR) |
|                              | Report |        | Estadio Cuauhtémoc, Puebla diváci: 30 000 rozhodčí: Rudi Glöckner (NDR) |

| 7. června 1970 12:00 (UTC-5) |        |              |                                                                               |
| Izrael                       | 1 : 1  | Švédsko      | Estadio Luis Dosal, Toluca diváci: 10 000 rozhodčí: Seyoum Tarekegn (Etiopie) |
| Spiegler 56'                 | Report | Turesson 53' | Estadio Luis Dosal, Toluca diváci: 10 000 rozhodčí: Seyoum Tarekegn (Etiopie) |

| 10. června 1970 16:00 (UTC-5) |        |         |                                                                          |
| Švédsko                       | 1 : 0  | Uruguay | Estadio Cuauhtémoc, Puebla diváci: 18 000 rozhodčí: Henry Landauer (USA) |
| Grahn 90'                     | Report |         | Estadio Cuauhtémoc, Puebla diváci: 18 000 rozhodčí: Henry Landauer (USA) |

| 11. června 1970 16:00 (UTC-5) |        |        |                                                                                  |
| Itálie                        | 0 : 0  | Izrael | Estadio Luis Dosal, Toluca diváci: 10 000 rozhodčí: Antonio De Moraes (Brazílie) |
|                               | Report |        | Estadio Luis Dosal, Toluca diváci: 10 000 rozhodčí: Antonio De Moraes (Brazílie) |

### Skupina C
| Tým            | Z | V | R | P | VG | IG | +/- | B |
| -------------- | - | - | - | - | -- | -- | --- | - |
| Brazílie       | 3 | 3 | 0 | 0 | 8  | 3  | +5  | 6 |
| Anglie         | 3 | 2 | 0 | 1 | 2  | 1  | +1  | 4 |
| Rumunsko       | 3 | 1 | 0 | 2 | 4  | 5  | -1  | 2 |
| Československo | 3 | 0 | 0 | 3 | 2  | 7  | -5  | 0 |

| 2. června 1970 16:00 (UTC-5) |        |          |                                                                             |
| Anglie                       | 1 : 0  | Rumunsko | Estadio Jalisco, Guadalajara diváci: 50 560 rozhodčí: Vital Loraux (Belgie) |
| Hurst 65'                    | Report |          | Estadio Jalisco, Guadalajara diváci: 50 560 rozhodčí: Vital Loraux (Belgie) |

| 3. června 1970 16:00 (UTC-5)             |        |                |                                                                               |
| Brazílie                                 | 4 : 1  | Československo | Estadio Jalisco, Guadalajara diváci: 52 897 rozhodčí: Ramón Barreto (Uruguay) |
| Rivelino 24' Pelé 59' Jairzinho 61', 81' | Report | Petráš 11'     | Estadio Jalisco, Guadalajara diváci: 52 897 rozhodčí: Ramón Barreto (Uruguay) |

| 6. června 1970 16:00 (UTC-5)    |        |                |                                                                             |
| Rumunsko                        | 2 : 1  | Československo | Estadio Jalisco, Guadalajara diváci: 56 818 rozhodčí: Diego De Leo (Mexiko) |
| Neagu 52' Dumitrache 75' (pen.) | Report | Petráš 5'      | Estadio Jalisco, Guadalajara diváci: 56 818 rozhodčí: Diego De Leo (Mexiko) |

| 7. června 1970 12:00 (UTC-5) |        |        |                                                                              |
| Brazílie                     | 1 : 0  | Anglie | Estadio Jalisco, Guadalajara diváci: 66 834 rozhodčí: Abraham Klein (Izrael) |
| Jairzinho 59'                | Report |        | Estadio Jalisco, Guadalajara diváci: 66 834 rozhodčí: Abraham Klein (Izrael) |

| 10. června 1970 16:00 (UTC-5) |        |                                |                                                                                      |
| Brazílie                      | 3 : 2  | Rumunsko                       | Estadio Jalisco, Guadalajara diváci: 50 804 rozhodčí: Ferdinand Marschall (Rakousko) |
| Pelé 19', 67' Jairzinho 22'   | Report | Dumitrache 34' Dembrovschi 84' | Estadio Jalisco, Guadalajara diváci: 50 804 rozhodčí: Ferdinand Marschall (Rakousko) |

| 11. června 1970 16:00 (UTC-5) |        |                |                                                                              |
| Anglie                        | 1 : 0  | Československo | Estadio Jalisco, Guadalajara diváci: 49 262 rozhodčí: Roger Machin (Francie) |
| Clarke 50' (pen.)             | Report |                | Estadio Jalisco, Guadalajara diváci: 49 262 rozhodčí: Roger Machin (Francie) |

### Skupina D
| Tým       | Z | V | R | P | VG | IG | +/- | B |
| --------- | - | - | - | - | -- | -- | --- | - |
| SRN       | 3 | 3 | 0 | 0 | 10 | 4  | +6  | 6 |
| Peru      | 3 | 2 | 0 | 1 | 7  | 5  | +2  | 4 |
| Bulharsko | 3 | 0 | 1 | 2 | 5  | 9  | -4  | 1 |
| Maroko    | 3 | 0 | 1 | 2 | 2  | 6  | -4  | 1 |

| 2. června 1970 16:00 (UTC-5)            |        |                           |                                                                            |
| Peru                                    | 3 : 2  | Bulharsko                 | Estadio Nou Camp, León diváci: 13 765 rozhodčí: Antonio Sbardella (Itálie) |
| Gallardo 50' Chumpitaz 55' Cubillas 73' | Report | Dermendžiev 13' Bonev 49' | Estadio Nou Camp, León diváci: 13 765 rozhodčí: Antonio Sbardella (Itálie) |

| 3. června 1970 16:00 (UTC-5) |        |             |                                                                                 |
| SRN                          | 2 : 1  | Maroko      | Estadio Nou Camp, León diváci: 12 942 rozhodčí: Laurens van Ravens (Nizozemsko) |
| Seeler 56' Müller 78'        | Report | Houmane 21' | Estadio Nou Camp, León diváci: 12 942 rozhodčí: Laurens van Ravens (Nizozemsko) |

| 6. června 1970 16:00 (UTC-5) |        |        |                                                                        |
| Peru                         | 3 : 0  | Maroko | Estadio Nou Camp, León diváci: 13 537 rozhodčí: Tofik Bakhramov (SSSR) |
| Cubillas 65', 75' Challe 67' | Report |        | Estadio Nou Camp, León diváci: 13 537 rozhodčí: Tofik Bakhramov (SSSR) |

| 7. června 1970 12:00 (UTC-5)                      |        |                         |                                                                                          |
| SRN                                               | 5 : 2  | Bulharsko               | Estadio Nou Camp, León diváci: 12 710 rozhodčí: José María Ortiz de Mendibil (Španělsko) |
| Libuda 20' Müller 27', 52' (pen.), 88' Seeler 67' | Report | Nikodimov 12' Kolev 89' | Estadio Nou Camp, León diváci: 12 710 rozhodčí: José María Ortiz de Mendibil (Španělsko) |

| 10. června 1970 16:00 (UTC-5) |        |              |                                                                                |
| SRN                           | 3 : 1  | Peru         | Estadio Nou Camp, León diváci: 17 875 rozhodčí: Abel Aguilar Elizalde (Mexiko) |
| Müller 19', 26', 39'          | Report | Cubillas 44' | Estadio Nou Camp, León diváci: 17 875 rozhodčí: Abel Aguilar Elizalde (Mexiko) |

| 11. června 1970 16:00 (UTC-5) |        |             |                                                                                        |
| Maroko                        | 1 : 1  | Bulharsko   | Estadio Nou Camp, León diváci: 12 299 rozhodčí: Antonio Ribeiro Saldanha (Portugalsko) |
| Ghazouani 61'                 | Report | Zhechev 40' | Estadio Nou Camp, León diváci: 12 299 rozhodčí: Antonio Ribeiro Saldanha (Portugalsko) |

## Vyřazovací fáze
|  | Čtvrtfinále   | Čtvrtfinále |          |      | Semifinále | Semifinále |  |  | Finále | Finále |
|  |               |             |          |      |            |            |  |  |        |        |
|  |               |             |          |      |            |            |  |  |        |        |
|  | Sovětský svaz | 0           |          |      |            |            |  |  |        |        |
|  | Sovětský svaz | 0           |          |      |            |            |  |  |        |        |
|  | Uruguay       | 1 pp        |          |      |            |            |  |  |        |        |
|  | Uruguay       | 1 pp        | Uruguay  | 1    |            |            |  |  |        |        |
|  |               |             | Uruguay  | 1    |            |            |  |  |        |        |
|  |               | Brazílie    | 3        |      |            |            |  |  |        |        |
|  | Brazílie      | Brazílie    | 3        | 4    |            |            |  |  |        |        |
|  | Brazílie      |             |          | 4    |            |            |  |  |        |        |
|  | Peru          | 2           |          |      |            |            |  |  |        |        |
|  | Peru          | 2           | Brazílie | 4    |            |            |  |  |        |        |
|  |               |             | Brazílie | 4    |            |            |  |  |        |        |
|  |               | Itálie      | 1        |      |            |            |  |  |        |        |
|  | Itálie        | Itálie      | 1        | 4    |            |            |  |  |        |        |
|  | Itálie        |             |          | 4    |            |            |  |  |        |        |
|  | Mexiko        | 1           |          |      |            |            |  |  |        |        |
|  | Mexiko        | 1           | Itálie   | 4 pp |            |            |  |  |        |        |
|  |               |             | Itálie   | 4 pp |            |            |  |  |        |        |
|  |               | Německo     | 3        |      |            |            |  |  |        |        |
|  | Německo       | Německo     | 3        | 3 pp |            |            |  |  |        |        |
|  | Německo       |             |          | 3 pp |            |            |  |  |        |        |
|  | Anglie        | 2           |          |      |            |            |  |  |        |        |
|  | Anglie        | 2           |          |      |            |            |  |  |        |        |

### Čtvrtfinále
| 14. června 1970 12:00 (UTC-5)          |                   |                        |                                                                                     |
| SRN                                    | 3 : 2 (po prodl.) | Anglie                 | Estadio Nou Camp, León diváci: 23 357 rozhodčí: Ángel Norberto Coerezza (Argentina) |
| Beckenbauer 68' Seeler 76' Müller 108' | Report            | Mullery 31' Peters 49' | Estadio Nou Camp, León diváci: 23 357 rozhodčí: Ángel Norberto Coerezza (Argentina) |

| 14. června 1970 12:00 (UTC-5)              |        |                           |                                                                             |
| Brazílie                                   | 4 : 2  | Peru                      | Estadio Jalisco, Guadalajara diváci: 54 270 rozhodčí: Vital Loraux (Belgie) |
| Rivelino 11' Tostão 15', 52' Jairzinho 75' | Report | Gallardo 28' Cubillas 70' | Estadio Jalisco, Guadalajara diváci: 54 270 rozhodčí: Vital Loraux (Belgie) |

| 14. června 1970 12:00 (UTC-5)             |        |              |                                                                                 |
| Itálie                                    | 4 : 1  | Mexiko       | Estadio Luis Dosal, Toluca diváci: 26 851 rozhodčí: Rudolf Scheurer (Švýcarsko) |
| Guzmán 25' (vl.) Riva 63', 76' Rivera 70' | Report | González 13' | Estadio Luis Dosal, Toluca diváci: 26 851 rozhodčí: Rudolf Scheurer (Švýcarsko) |

| 14. června 1970 12:00 (UTC-5) |        |               |                                                                                            |
| Uruguay                       | 1 : 0  | Sovětský svaz | Aztécký stadion, Ciudad de México diváci: 24 550 rozhodčí: Laurens van Ravens (Nizozemsko) |
| Espárrago 116'                | Report |               | Aztécký stadion, Ciudad de México diváci: 24 550 rozhodčí: Laurens van Ravens (Nizozemsko) |

### Semifinále
| 17. června 1970 16:00 (UTC-5)            |        |             |                                                                                                |
| Brazílie                                 | 3 : 1  | Uruguay     | Estadio Jalisco, Guadalajara diváci: 51 261 rozhodčí: José María Ortiz de Mendibil (Španělsko) |
| Clodoaldo 44' Jairzinho 76' Rivelino 89' | Report | Cubilla 19' | Estadio Jalisco, Guadalajara diváci: 51 261 rozhodčí: José María Ortiz de Mendibil (Španělsko) |

| 17. června 1970 16:00 (UTC-5)                    |        |                                   |                                                                                                |
| Itálie                                           | 4 : 3  | SRN                               | Aztécký stadion, Ciudad de México diváci: 102 444 rozhodčí: Arturo Yamasaki Maldonado (Mexiko) |
| Boninsegna 8' Burgnich 98' Riva 104' Rivera 111' | Report | Schnellinger 90' Müller 94', 110' | Aztécký stadion, Ciudad de México diváci: 102 444 rozhodčí: Arturo Yamasaki Maldonado (Mexiko) |

### O bronz
| 20. června 1970 16:00 (UTC-5) |        |         |                                                                                        |
| SRN                           | 1 : 0  | Uruguay | Aztécký stadion, Ciudad de México diváci: 104 403 rozhodčí: Antonio Sbardella (Itálie) |
| Overath 26'                   | Report |         | Aztécký stadion, Ciudad de México diváci: 104 403 rozhodčí: Antonio Sbardella (Itálie) |

### Finále
| 21. června 1970 12:00 (UTC-5)                        |        |                |                                                                                 |
| Brazílie                                             | 4 : 1  | Itálie         | Aztécký stadion, Ciudad de México diváci: 107 412 rozhodčí: Rudi Glöckner (NDR) |
| Pelé 18' Gérson 66' Jairzinho 71' Carlos Alberto 86' | Report | Boninsegna 37' | Aztécký stadion, Ciudad de México diváci: 107 412 rozhodčí: Rudi Glöckner (NDR) |